# Roquetoire
Roquetoire település Franciaországban, Pas-de-Calais megyében. Lakosainak száma 1967 fő (2022. január 1.). Roquetoire Quiestède, Blaringhem, Aire-sur-la-Lys, Ecques, Racquinghem, Saint-Augustin és Wittes községekkel határos.

## Népesség
A település népessége az elmúlt években az alábbi módon változott:
| Lakosok száma | 1910 | 1930 | 1972 | 1944 | 1940 | 1936 | 1947 | 1957 | 1967 |
|               | 2013 | 2015 | 2016 | 2017 | 2018 | 2019 | 2020 | 2021 | 2022 |